# Theridion baccula
Theridion baccula là một loài nhện trong họ Theridiidae.
Loài này thuộc chi Theridion. Theridion baccula được Tord Tamerlan Teodor Thorell miêu tả năm 1887.